# Казе Чикоњани (Форли-Чезена)
Казе Чикоњани (итал. Case Cicognani) је насеље у Италији у округу Форли-Чезена, региону Емилија-Ромања.
Према процени из 2011. у насељу је живело 34 становника. Насеље се налази на надморској висини од 33 м.